# خليج بوسيشن
خليج بوسيشن (بالإنجليزية: Possession Bay)‏ هو خليج بعرض 2 ميل (3.2 كـم) على الساحل الشمالي لجورجيا الجنوبية، وهي جزيرة في جنوب المحيط الأطلسي. تنحسر جنوب غرب لمسافة 5 ميل (8 كـم)، ويفصلها عن خليج كوك في الشمال من خلال نتوء رأس بلاك هيد. وهو متصل بخليج الملك هاكون عن طريق ممر جبلي يسمي ممر شاكلتون.